# Доброчесність

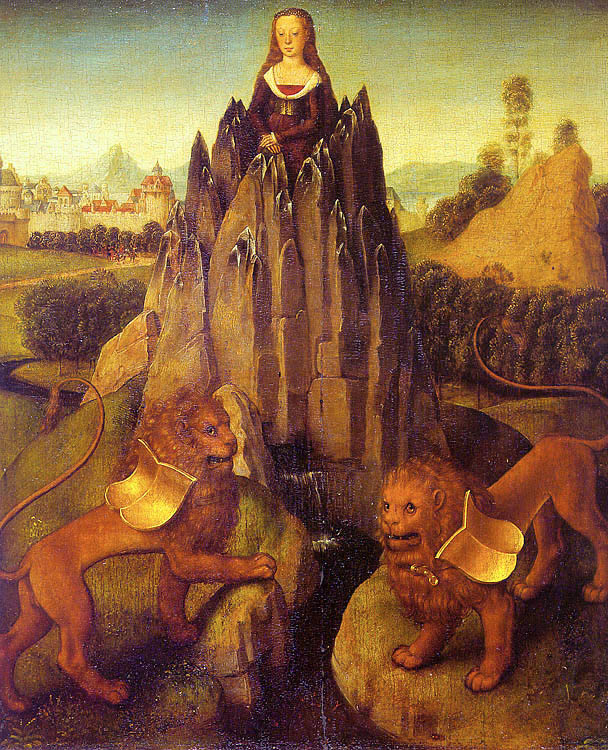
Алегорія доброчесності Ганс Мемлінг (Hans Memling)

Доброче́сність (церковнослов'янське: Цілому́дрія, моральна й тілесна Чистота́ та Неви́нність, Цнота, латинською: castitas; англійською: chastity, integrity) — моральна якість та чеснота, проявляється у тілесній чистоті у всіх її проявах (це розуміння характерне, як правило, більш світським середовищам).
Доброчесність — це позитивна протилежність статевої нестриманості, блуду, розпусти, а особливо в самотньому житті. Доброчесності протистоїть хтивість (похіть, латинською: luxuria)
В контексті боротьби з корупцією доброчесність — це необхідна морально-етична складова діяльності державного службовця, яка визначає межу і спосіб його поведінки, що базується на принципах доброго відношення до громадян та чесності у способі власного життя, виконанні своїх обов'язків та розпорядженні державними ресурсами. Поняття доброчесності активно вживається у нині нечинному Указі Президента «Про Концепцію подолання корупції в Україні „На шляху до доброчесності“» та законі України «Про засади державної антикорупційної політики в Україні»
Сьогодні Конституція України встановлює пряму норму щодо морально-етичних стандартів під час формування суддівського корпусу. Зокрема, Основний Закон України передбачає, що суддя має бути доброчесним, а суддя Конституційного Суду України повинен мати високі моральні якості. Доброчесність є предметом наукових досліджень у юриспруденції в контексті морально-етичного критерію до кандидатів на посади в органи влади
Доброчесність (лат. virtus) — це філософський та релігійно-етичний термін, що позначає позитивну моральну якість характеру окремої людини, яка визначається її волею та вчинками; постійне діяльне спрямування волі до виконання морального закону (заповідей). Стародавні римляни використовували латинське слово virtus (похідне від vir, «людина») для позначення всіх «прекрасних якостей людини, включно з фізичною силою, доблесною поведінкою та моральною чистотою».
Доброчесність — це риса досконалості, що стосується рис моральних, соціальних чи інтелектуальних. Культивування та вдосконалення доброчесності вважається «благом людства» і тому цінується як кінцева мета життя або основоположний принцип буття. У практичній етиці доброчесність — це схильність обирати вчинки, які дозволяють демонструвати високі моральні стандарти: робити те, що вважається правильним, і уникати того, що є неправильним у даній сфері діяльності, навіть якщо з утилітарної точки зору це може бути зайвим. Коли людина отримує задоволення від того, що чинить правильно, навіть якщо це важко або спочатку неприємно, вона може сформувати доброчесність як звичку. Про таку людину говорять, що вона доброчесна завдяки тому, що виховала в собі таку схильність. Протилежністю доброчесності вважається гріх і порок, і порочна людина отримує задоволення від звичного скоєння неправильних вчинків на шкоду собі.

## Доброчесність— чистота духу
Також, можна почути і більш глибоке трактування доброчесності, а саме — перебувати у чистоті духу, вже не акцентуючи уваги тільки на тілесній нечистоті, а в сенсі: бути у стані освячуючої ласки, бути без важкого гріха, який позбавляє нас спілкування з Богом. Але й у такому розумінні правдиве, цілісне значення цього слова не є вичерпаним. У словнику можемо зустріти переклад слова «ціломудріє» як невинність, розсудливість. А переклад кореня «ціл», від якого походить це слово, означає — здоровий, непошкоджений, чистий.
Сенс слова «ціломудріє» передбачає повернення до первісної цілісності нашої природи, яку людина посідала перед гріхопадінням. Аналізуючи зміст слова «ціломудріє», починаємо усвідомлювати чому саме у пості Церква нас запроваджує до прохань у Бога духу ціломудрія, адже головна ознака посту — глибинне навернення від нашого гріховного життя до життя у Бозі, від зовнішнього життя у пристрастях до внутрішнього життя у подвизі. Час посту — час перебування у дусі покаяння, час, в якому ми змагаємо до віднови первісної цілісності нашого життя.
Доброчесність необхідна і для побудови щасливої сім'ї. Доброчесність породжує смиренномудрість, бо тільки смиренні можуть жити по правді, бачити велич Божу, мати доброту до всіх.

## Досягнення
Доброчесність досягається завдяки освіті й вихованню.
Згідно з традицією Святих Отців доброчесність досягається боротьбою із закоренілими в нас наслідками гріхопадіння, з нашими духовними вадами, яких святі нараховують вісім:
- Ненажерливість (непоміркованість);
- Блуд (сексуальна нечистота);
- Скупість (пожадливість);
- Печаль (смуток);
- Гнів;
- Сум;
- Марнославство;
- Пиха (гордість).

Сократ пов'язував щастя та доброчесність, вбачав чесноту — як внутрішнє благо.

## Академічна доброчесність
Чинний в Україні з 28 вересня 2017 року Закон «Про освіту» від 05.09.2017 № 2145-VIII (Стаття 42) і Закон «Про вищу освіту» в редакції від 28 вересня 2017 року, окремо визначають зміст поняття доброчесності в академічній площині.

Академічна доброчесність — це сукупність етичних принципів та визначених законом правил, якими мають керуватися учасники освітнього процесу під час навчання, викладання та провадження наукової (творчої) діяльності з метою забезпечення довіри до результатів навчання та/або наукових (творчих) досягнень.

## Цитати про доброчесність
- …Дух же ціломудрія, і смиренномудрія, терпінія і любве, даждь ми, рабу Твоєму … — молитва Єфрема Сиріна
- За велику доброчесність Господь наділив преподобного Мойсея даром зцілювати плотські пристрасті. В його руках завжди була палиця, без якої він не міг ходити, маючи страшні рани. «Голос Православя», Борис Самбор, м. Київ.
- Краса тілесна, не з'єднана з душевною доброчесністю, може захоплювати подружжя недовго, а далі не буде мати сили. З часом погані якості, виявлені у подружжя, знищують любов. Якщо треба щось робити для задоволення одне одного, то це прикрашати душу, а не вбирати і губити тіло. — www.hram.kiev.ua